# Brachythecium acutum
Brachythecium acutum là một loài rêu trong họ Brachytheciaceae. Loài này được Mitt. Sull. mô tả khoa học đầu tiên năm 1874.